# Yang Hyun-jun
Yang Hyun-jun (양현준?; Pusan, 25 maggio 2002) è un calciatore sudcoreano, centrocampista del Celtic e della nazionale sudcoreana.

## Carriera

### Club
Yang Hyun-jun ha iniziato la sua carriera professionistica con il Gangwon con cui ha debuttato il 23 maggio 2021 contro il Seoul in K League 1. Il 10 aprile 2022 ha realizzato la sua prima rete, fissando il punteggio sull'1-1 contro il Pohang Steelers. Al termine della stagione ha vinto il premio di miglior giovane calciatore della massima divisione sudcoreana.
Il 15 luglio 2023 il club ha comunicato la cessione del giocatore agli scozzesi del Celtic, trasferimento confermato dagli scozzesi nove giorni più tardi.

### Nazionale
Il 13 settembre 2022 è stato convocato per la prima volta dalla Nazionale sudcoreana in vista delle amichevoli contro Costa Rica e Camerun, dovendo quindi rinunciare alla Coppa d'Asia Under-23.
Il 7 settembre 2023 esordisce in nazionale maggiore nell'amichevole pareggiata 0-0 contro il Galles.

## Statistiche

### Presenze e reti nei club
Statistiche aggiornate al 17 luglio 2023.
| Stagione        | Squadra         | Campionato      | Campionato | Campionato | Coppe nazionali | Coppe nazionali | Coppe nazionali | Coppe continentali | Coppe continentali | Coppe continentali | Altre coppe | Altre coppe | Altre coppe | Totale | Totale | Totale |
| Stagione        | Squadra         | Comp            | Pres       | Reti       | Comp            | Pres            | Reti            | Comp               | Pres               | Reti               | Comp        | Pres        | Reti        | Pres   | Reti   |        |
| --------------- | --------------- | --------------- | ---------- | ---------- | --------------- | --------------- | --------------- | ------------------ | ------------------ | ------------------ | ----------- | ----------- | ----------- | ------ | ------ | ------ |
| 2021            | Gangwon         | KL1             | 9          | 0          | CCS             | 1               | 0               |                    | -                  | -                  | -           | -           | -           | 10     | 0      |        |
| 2022            | Gangwon         | KL1             | 36         | 8          | CCS             | 2               | 0               |                    | -                  | -                  | -           | -           | -           | 38     | 8      |        |
| 2023            | Gangwon         | KL1             | 21         | 1          | CCS             | 2               | 0               |                    | -                  | -                  | -           | -           | -           | 23     | 1      |        |
| Totale Gangwon  | Totale Gangwon  | Totale Gangwon  | 66         | 9          |                 | 5               | 0               |                    | -                  | -                  |             | -           | -           | 71     | 9      |        |
| Totale carriera | Totale carriera | Totale carriera | 66         | 9          |                 | 5               | 0               |                    | -                  | -                  |             | -           | -           | 71     | 9      |        |

## Palmarès

### Club

#### Competizioni nazionali
- Campionato scozzese: 2

Celtic: 2023-2024, 2024-2025
- Coppa di Scozia: 1

Celtic: 2023-2024
- Coppa di Lega scozzese: 1

Celtic: 2024-2025